# Trichomasthus spiraeae
Trichomasthus spiraeae är en stekelart som beskrevs av Trjapitzin 1964. Trichomasthus spiraeae ingår i släktet Trichomasthus och familjen sköldlussteklar. Inga underarter finns listade i Catalogue of Life.